# Doom RPG
『Doom RPG』（ドゥーム アールピージー）は、Fountainhead Entertainmentが開発し、 JAMDAT Mobileが配信した携帯電話向けゲーム。本作はファーストパーソン・シューティングゲームシリーズ『Doom』にロールプレイングゲーム（RPG）の要素を組み合わせた作品である。ストーリー展開には『Doom 3』同様のイベントが数多く組み込まれているが、『Doom 3』とは異なるキャラクターが登場する。 
Doom RPGのウェブサイトでは、Doom RPGの主人公は『Doom』『Doom Ⅱ』『Doom 3』と同一人物であると記載されている。 

## ゲームプレイ
本作はDoomの要素の多くを受け継いでおり、オリジナルのように一人称視点で表示される。 ビジュアルもオリジナルのDoomに似ているが、本作はシューティングゲームというよりプロットを特に重視したターン性のロールプレイングゲームであるという点でオリジナルとは根本的に異なる。戦闘と動きはターン制であるため、プレイヤーは戦闘で自分の対応を選択する時間が与えられる。プレーヤーは90度の角度で向きを変え、空間ごとに移動する。『Doom 3』と同様に、ゲームを進めるためには、科学者に話しかけ、コンピューター端末にアクセスして重要な情報を入手することが非常に重要である。 
ステータスバーの顔、効果音、武器やモンスターの大部分を含む、オリジナルの多くの機能も受け継がれている。オリジナルとの有名な違いとしてチェーンソー、アラクノトロン、スパイダー・マスターマインドは本作には登場しない。 
ゲームにはいくつかの新しい要素も追加されている。 新武器として、特定の敵との戦闘に役立つ消防斧と消火器が登場する。『Wolfenstein 3D』の犬「ヘルハウンド」が新たな敵として登場する。 犬の首輪型のマインドコントロール装置を使用すると、ヘルハウンドをペットとして捕まえることができる。ペットは近接武器とシールドとしての機能を果たす。 

## プロット
ストーリーは、『Doom 3』に似た火星のユニオン・エアロスペース・コーポレーションの施設で起きる。プレイヤーはゲーム内でNPCから「マリーン」（Marine）と呼ばれる。 
ゲームは、基地のセクターに基づくセクションに分かれている。セクターは、エントランス、ジャンクション、セクター1からセクター7およびリアクターの10セクターであり、ジャンクションはゲームの中間領域または中心街である。 
ゲラードはジェンセンと仲が良くなかった。ゲーム開始の3週間前にゲラードはグラフにジェンセンのセキュリティ監査を依頼した。ジェンセンはセキュリティ監査をしくじり、このセキュリティ違反で解雇された。ジェンセンはゲラードが自身の解雇に関与していると疑った。同時に、基地への侵攻を開始したデーモンがどこからともなく現れた。この頃にゲームが始まる。 
ゲームの早い段階で、マリーンはコンピューター端末にアクセスして自身の解雇について調査していたジェンセン博士と出会う。基地の最初のいくつかのセクターの調査中、マリーンはさまざまなロックダウン区域へのアクセスを得るためにゲラード博士から援助を受ける。生物学的研究施設で、マリーンはセキュリティ対策と主張して彼の武器を検疫するナディラ博士に出会う。その後、ナディラ博士はマインドコントロールされたヘルハウンドにマリーンを攻撃するように命じ、その途中で姿を消した。最終的にマリーンは再びジェンセンと出会ったが、彼は刑務所の独房に監禁されていた。解放されたジェンセンはマリーンにゲラードとナディラが邪悪な計画に関わっていることを知らせ、マリーンを基地の次のセクションに案内する。 
次にマリーンがゲラードとナディラに会ったとき、ゲラードが侵攻の黒幕であり、リアクターセクターで地獄へのポータルを開こうとしていることが判明する。ゲラードはすぐにデーモンにマリーンとナディラを攻撃するよう命じ、戦闘の末ナディラは死にゲラードは逃亡した。マリーンは残り2つのセクターを通過し、BFG 9000とリアクターセクターのキーを入手する。それまでに、デーモンの大規模侵攻がジャンクションを荒廃させた。ケルビンとジェンセンの助けを借りて、マリーンはリアクターセクターへと到達する。ケルビンとジェンセンはどちらもその過程で死亡する。 
リアクターセクターでゲラードはクロノスとしての正体を現し、悪魔の姿に転生する。この時までに、彼は地獄へのポータルを開くことに成功した。クロノスを倒した後、マリーンはポータルに電力を供給しているリアクターを破壊してポータルを閉じた。ポータルが閉じきる前に通り抜けてきたサイバーデーモンとの最後の戦いにマリーンが勝利した後、ゲームは終了する。サイバーデーモンは、恐らく他のNPCが言及していたクロノスの創造物である。 

## 開発
ゲームエンジンは、後にFountainhead Entertainmentの別作品『Orcs＆Elves』『Orcs＆Elves II』に使用され、続いて『Wolfenstein RPG』と『Doom II RPG』にも使用された。 

## 評価
本作は「2005 Mobile Game of the Year」「2005 Adventure/RPG of the Year」「Editor's Award」「Game of the Year」「Editor's Choice Award」「Best Wireless Adventure Game」などの賞を受賞した。GameSpotは、ゲームのレビューでDoom RPGに10点満点中8.6点のスコアを付けた。 